# Шахта № 10 «Нововолинська»
ДП Шахта № 10 «Нововолинська» - вугільна шахта, що знаходиться на стадії будівництва. Запланований час відкриття - серпень 2012 року. Розташована в місті Нововолинськ Волинської області. Єдина в Україні новозбудована шахта, фінансування якої відбулося за рахунок бюджетних коштів України. Замовником виступає Держване підприємство "Дирекція по будівництву об'єктів" (м. Шептицький, Львівська область)
Будівництво шахти було розпочато в 1980-х роках з річною потужністю видобутки 0.9  млн тонн вугля та запасами 37.8 млн тонн енергетичного вугілля газової групи.
Адреса: 45400, м. Нововолинськ, Волинської обл.